# Библиотека Адриана

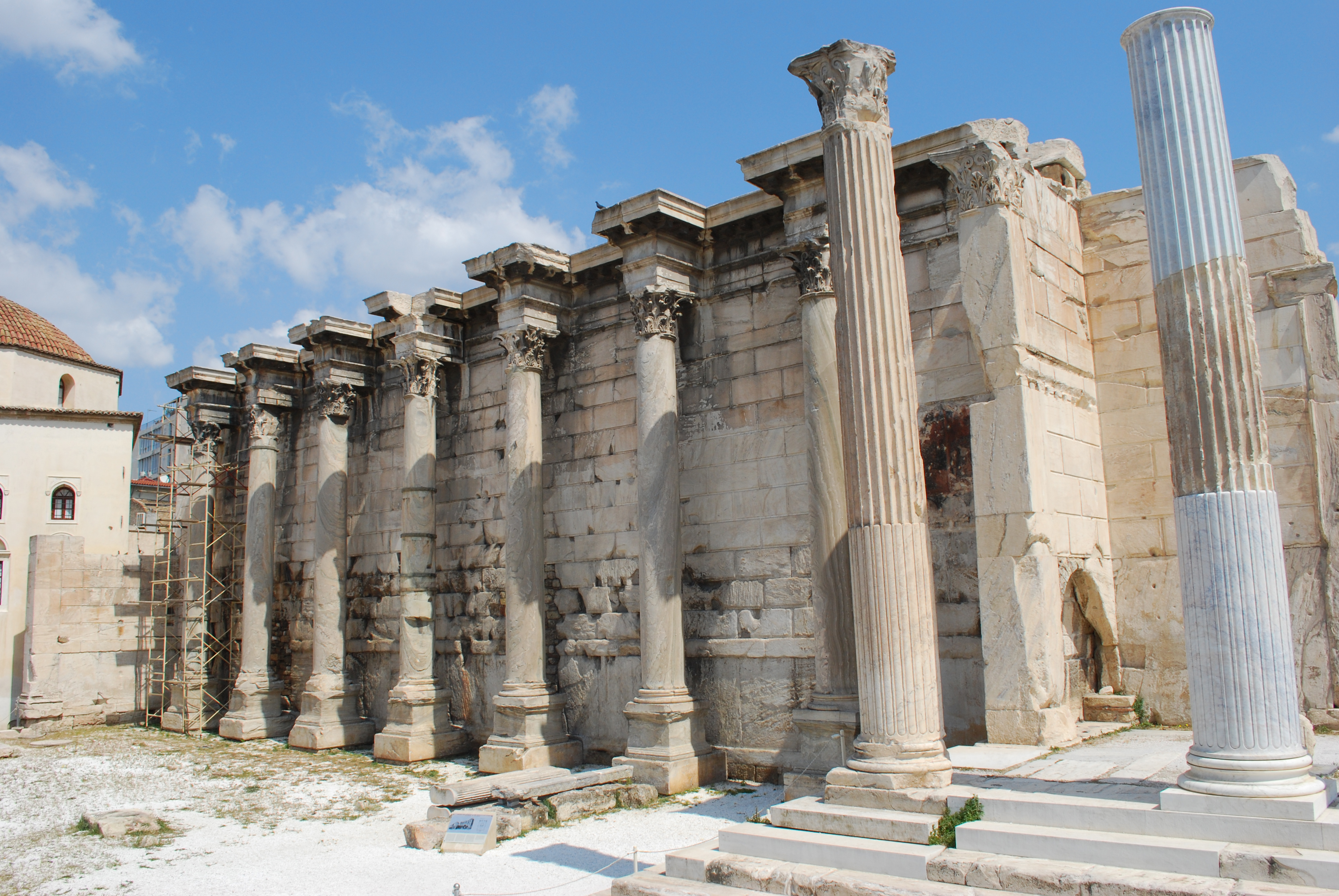
Западная стена библиотеки Адриана.

Библиотека Адриана — здание в Афинах, сооружённое римским императором Адрианом в 132—134 гг. н. э. к северу от Акрополя. В библиотеке хранились книги в виде свитков папируса. Имелись читальные залы и зал для лекций. В настоящее время от библиотеки, в основном, сохранилась только западная стена. 
Здание построено в архитектурном стиле римского форума и имело четырёхугольную форму 122×82 м. В здании имелся один вход с пропилеями и коринфскими колоннами. Здание включало в себя большой атриум, окруженный четырьмя аркадами, обращенными к открытому двору с перистилем. Большой двор имел почти квадратную форму и был окружен стенами, вход располагался на западе. Позолоченный потолок библиотеки был сделан из алебастра, стены из белого мрамора украшены картинами, в нишах стояли скульптуры.
Во время захвата Афин герулами в 267 году н. э. библиотека была серьёзно повреждена, но позже была восстановлена римским префектом Геркулием в 407—412 гг. Во времена Византии на месте библиотеки были построены три церкви: тетраконх (V в. н. э.), базилика с тремя нефами (VII в н. э.) и купольная церковь, которая была первым кафедральным собором города, известном как «Мегали Панагия».
В настоящее время развалины библиотеки являются платным музеем и являются одной из достопримечательностей Афин.